# 北京地铁19号线
北京地铁19号线连接中国北京市海淀区牡丹园站至丰台区新宫站，是北京市轨道交通运营管理有限公司运营的南北走向地铁线路，全长20.9千米，共设10座车站，于2021年12月31日投入运营。作为北京地铁首批快线之一，其设计列车最高运行時速120公里，一期工程時速受土建等因素影响限制在100公里。19号线在草桥站可与大兴机场线换乘，为大兴机场线收集客流。未来19号线两端还将延伸至昌平区、清河火车站以及大兴新城方向。北京地铁19号线线路标识色为 Pantone 251C 。
19号线将与市郊铁路东北环线直连直通、跨线运营。

## 建设

### 一期工程
19号线一期已于2015年底进场建设，一期工程于2021年12月31日开通运营。
截至2021年2月8日，19号线所有车站主体结构均已实现封顶，土建工程完成率93%；设备安装方面，6个车站进场施工，完成率35%；全线已完成铺轨18公里，铺轨进度完成37%。2021年3月6日，牛街站-金融街站（现名为太平桥站）盾构区间右线贯通，标志着19号线一期工程全线盾构区间实现贯通。2021年4月10日起，因19号线与既有线换乘施工改造工作需要，2号线积水潭站封闭至6月6日（后改为封闭至6月17日），10号线牡丹园站封闭至6月17日。
2021年9月8日，19号线一期工程冷、热滑试验顺利完成，全线进入动车调试阶段。
2021年12月下旬，北京地铁车站及车厢开始陆续更换线网图，全图右下角的贴纸显示，19号线北太平庄、平安里、太平桥、景风门站暂缓开通。
2022年5月21日至6月29日，19号线每日21时提前结束载客运营，新宫站上行及牡丹园站下行末班车时间均提前至20:30，以便开展余下四座车站设施设备的试运行及全线联调测试工作。
2022年7月30日，19号线北太平庄、平安里、太平桥、景风门站4座车站开通运营。
2023年1月30日起，19号线工作日早高峰时段行车间隔由6分钟缩短至4分50秒，平峰时段由8分钟缩短至7分钟，全天增加列车47列次，小时运力最大增幅24%。同年8月30日起，19号线再次加密行车间隔，工作日早高峰时段行车间隔由4分50秒缩短至3分50秒，晚高峰时段行车间隔由6分缩短至4分50秒，平峰时段由7分钟缩短至6分钟，全天增加列车65列次，小时运力最大增幅26%。
随着北太平庄站2024年12月15日开通12号线换乘，19号线全线单日最高客运量于2025年2月21日突破23.5万人次。由于19号线早高峰客流压力极大，19号线自2025年2月28日起逢工作日早高峰时段常态化加开临客。

### 二期工程

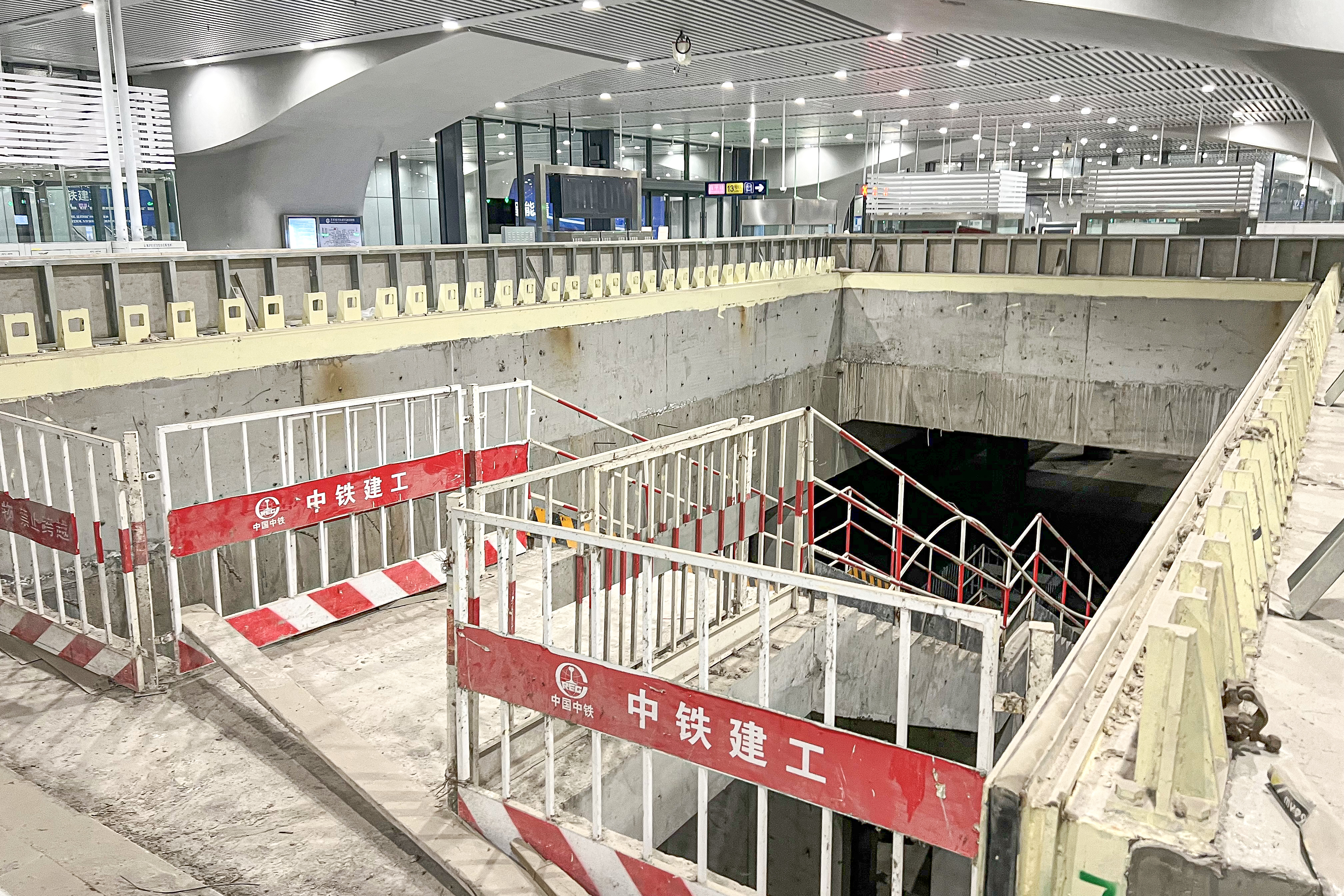
清河站预留的19号线二期工程接驳口（2024年5月）

2022年1月11日，19号线二期被列为《北京市轨道交通第三期建设规划（2022-2027年）》的10个建设项目之一。
2022年7月8日，《北京市轨道交通第三期建设规划（2022-2027年）》环境影响评价第二次公示发布，19号线二期将包括南延、南延支线、北延和北延支线四个建设项目。其中：南延工程（新宫~海子角），全长约12.6公里，设站6座；南延支线工程（新媒体产业基地~生物医药基地西），全长约17.4公里，设站7座；北延工程（牡丹园~生命谷），全长约17.6公里，设站6座；北延支线工程（上清桥南~清河站），线路长约6.8公里，设站1座。二期工程总里程54.4公里，共设站20座。
2024年2月2日，北京市公共资源交易服务平台发布了19号线二期（含R4线一期南段）工程勘察招标公告，这些公告显示，19号线南延线包括海子角、磁各庄西、观音寺、新媒体产业基地、西红门东、新宫南等车站以及一座车辆基地，南延支线包括生物医药基地西、首医大、芦城南、芦城北、金星西路、高米店西、高米店南、新媒体产业基地等站；19号线北延线则包括北沙滩、上清桥南、上清桥（即现状清河小营桥站）、西三旗、新龙泽、生命科学园南等站，另有生命科学园南站至生命谷的北延联络线和上清桥南至清河站的北延支线。
2024年4月28日，北京市基础设施投资有限公司在其官网公示了19号线二期线路一体化规划方案，共包括北延主线、北延支线、南延三个部分。北延主线南起牡丹园站，北至生命科学园南站，通过联络线衔接市郊铁路东北环线生命谷站，线路全长17.8公里，其中地下线16.8公里，地面线1公里，共设6座车站（不含生命谷站），分别是北沙滩站、上清桥南站、清河小营桥站、西三旗站、新龙泽站、生命科学园南站；北延支线自主线上清桥南站引出，向西北接入清河站，线路全长约6.7公里，全部为地下线，共设1座车站（清河站）；南延北起新宫站，南至海子角站，线路全长约12.7公里，全部为地下线，共设6座车站，分别是新宫南站、西红门东站、新媒体产业基地站、观音寺站、磁各庄西站、海子角站。计划在大兴机场线磁各庄车辆段南侧新建车辆基地1处。
2024年7月29日，北京地铁19号线二期进行第一次环评公示，公示内容与线路一体化规划方案的内容一致。
2024年8月，19号线二期工程（南延）可行性研究报告（送审稿）完成编制。
2024年10月16日，北京地铁19号线二期（北延及北延支线）发布环评信息，10月21日公布了铁科院编制的环评报告（征求意见稿）全文。与此前公示的内容相比，北延主线地面段长度由1公里减少到0.3公里，北延支线长度由6.7公里增加到7.1公里。另外，清河小营桥站、清河站及前后约4.2公里区间土建工程已纳入其他工程先期实施。其他内容则没有变化。
2024年12月，19号线二期工程（北延及北延支线）可行性研究报告完成编制。
2025年3月3日，19号线二期工程（北延及北延支线）环评报告定稿公布。与征求意见稿相比，北延主线有0.7公里的地下段变为U槽及地面段（总长度仍为17.1公里），原计划由市郊铁路东北环线工程负责建设的生命谷站改由19号线北延工程负责建设。另外，环评报告定稿提及19号线未来将支持4A及8A灵活编组。其他内容则没有变化。此外，同日公布的19号线二期工程（北延及北延支线）项目可行性研究报告的批复中，明确了该段线路仅增购4节编组A型车20列。
2025年3月24日，北京地铁19号线二期（南延）发布环评信息，5月6日公布了铁科院编制的环评报告（征求意见稿）全文。公示内容与线路一体化规划方案的内容基本一致。此外，南延工程新建的车辆基地为停车场，位于大兴机场线磁各庄车辆段和规划的S6线车辆基地南侧，占地约15公顷。列车编组采用4A及8A灵活编组，与北延及北延支线环评报告一致。
2025年5月9日，北京市公共资源交易服务平台发布了19号线二期工程（北延及北延支线）土建施工和土建施工监理招标公告。

## 车站
新宫站首班车发车时间为5:30，末班车发车时间为23:25。
牡丹园站首班车发车时间为5:30，末班车发车时间为23:10。
| 分期 | 站名[1]        | 里程（米） | 站间距（米） | 轉乘[2]                                       | 行政区        | 開通日期       | 站台设计         | 开门方向                              |
| --- | -------------- | ---------- | ------------ | --------------------------------------------- | ------------- | -------------- | ---------------- | ------------------------------------- |
| 二期北段（主線） | 生命谷         |            |              | 市郊铁路东北环线、市郊铁路S15线（北部联络线） | 昌平区        | 招標中         | 地面双岛式站台   |                                       |
| 二期北段（主線） | 生命科學園南   |            |              | 不適用                                        | 昌平区        | 招標中         | 地下双岛式站台   |                                       |
| 二期北段（主線） | 北郊农场桥     |            |              | 13号线 18号线 市郊铁路东北环线                | 昌平区        | 招標中         | 地下岛式站台     | 左侧                                  |
| 二期北段（主線） | 西三旗         |            |              | 不適用                                        | 昌平区 海淀区 | 招標中         | 地下岛式站台     | 左侧                                  |
| 二期北段（主線） | 清河小營橋     |            |              | 昌平线                                        | 海淀区        | 招標中         | 地下叠落岛式站台 | 左側（海子角方向） 右側（生命谷方向） |
| 二期北段（主線） | 上清橋南       |            |              | 不適用                                        | 海淀区        | 招標中         | 地下双岛式站台   |                                       |
| 二期北段（主線） | 北沙灘         |            |              | 15号线                                        | 海淀区        | 招標中         | 地下岛式站台     | 左侧                                  |
| 一期 | 牡丹园         | 0          | 0            | 10号线                                        | 海淀区        | 2021年12月31日 | 地下岛式站台     | 左侧                                  |
| 一期 | 北太平庄       | 920        | 920          | 12号线                                        | 海淀区 西城区 | 2022年7月30日  | 地下岛式站台     | 左侧                                  |
| 一期 | 积水潭         | 3370       | 2450         | 2号线                                         | 西城区        | 2021年12月31日 | 地下岛式站台     | 左侧                                  |
| 一期 | 平安里         | 4960       | 1590         | 4号线 6号线                                   | 西城区        | 2022年7月30日  | 地下岛式站台     | 左侧                                  |
| 一期 | 太平桥         | 7670       | 2710         | 1号线[虚] 2号线[虚] 复兴门站                  | 西城区        | 2022年7月30日  | 地下岛式站台     | 左侧                                  |
| 一期 | 牛街           | 9810       | 2140         | 7号线广安门内站[虚] 25号线广安门内站[虚]      | 西城区        | 2021年12月31日 | 地下岛式站台     | 左侧                                  |
| 一期 | 景风门         | 12770      | 2960         | 14号线                                        | 丰台区        | 2022年7月30日  | 地下岛式站台     | 左侧                                  |
| 一期 | 草桥           | 15450      | 2680         | 10号线 大兴机场线                             | 丰台区        | 2021年12月31日 | 地下岛式站台     | 左侧                                  |
| 一期 | 新发地         | 18100      | 2650         | 不適用                                        | 丰台区        | 2021年12月31日 | 地下岛式站台     | 左侧                                  |
| 一期 | 新宫           | 20840      | 2740         | 大兴线                                        | 丰台区        | 2021年12月31日 | 地下双岛式站台   | 右侧                                  |
| 二期南段[3] | 新宫南         |            |              | 不適用                                        | 丰台区        | 招標中         | 地下双岛式站台   |                                       |
| 二期南段[3] | 西紅門東       |            |              | 不適用                                        | 大兴区        | 招標中         | 地下岛式站台     | 左侧                                  |
| 二期南段[3] | 新媒体产业基地 |            |              | 20号线                                        | 大兴区        | 招標中         | 地下双岛式站台   |                                       |
| 二期南段[3] | 觀音寺         |            |              | 不適用                                        | 大兴区        | 招標中         | 地下岛式站台     | 左侧                                  |
| 二期南段[3] | 磁各庄西       |            |              | 不適用                                        | 大兴区        | 招標中         | 地下岛式站台     | 左侧                                  |
| 二期南段[3] | 海子角         |            |              | 不適用                                        | 大兴区        | 招標中         | 地下岛式站台     | 左侧                                  |
| 支线 |                |            |              |                                               |               |                |                  |                                       |
| 二期北段（支線） | 清河站         |            |              | 18号线 昌平线 市郊铁路怀密线                  | 海淀区        | 招標中         | 地下岛式站台     | 左側                                  |
| 二期北段（支線） | 上清橋南       |            |              | 不適用                                        | 海淀区        | 招標中         | 地下双岛式站台   |                                       |
| 注释 |                |            |              |                                               |               |                |                  |                                       |
| 1 斜体标示的车站，尚未启用。 2 斜体标示的换乘，尚未启用。 3 南段支线系为20号线代建，请参考20号线车站列表。 虚 持公共交通卡或使用北京公交APP的乘客在出站后30分钟内换乘可享受连续计费。持单程票的乘客，需要出站后重新购票。（即虚拟换乘） |                |            |              |                                               |               |                |                  |                                       |

## 使用列车
19号线同时使用由中车长春轨道客车（型号 CCD5034，其中一部分由长客和中车北京二七机车的合资公司北京中车长客二七轨道装备制造）和中车青岛四方机车车辆（型号 SFM80）制造的列车。列车采用铝合金车体，侧面涂装采用白底双色腰线，全列为6动2拖计8节编组，其中中间两节车厢采用1+1布局的横排座椅，该两节车厢各设24个座位，票价上也与普通车厢保持一致，但CCD5034与SFM80的座椅设计不同。
列车的牵引系统由北京纵横机电科技提供，采用西门子交通的 120 km/h 级别城轨车辆牵引系统平台的技术，牵引电机的额定功率为 250 kW，牵引变流器与广州地铁三号线东延段列车的 G1500 D1100/657 M5-1 有设计上的共通之处。

### 列车编组
|              |            | CCD5034 / SFM80 ←牡丹园方向新宫方向→ |            |              |            |              |              |            |                     |
| 车辆编号     | 车辆编号   | 1                                    | 2          | 3            | 4          | 5            | 6            | 7          | 8                   |
| 车厢型号     | CCD5034    | CCD5034-01                           | CCD5034-02 | CCD5034-03   | CCD5034-04 | CCD5034-05   | CCD5034-06   | CCD5034-07 | CCD5034-08          |
| 车厢型号     | SFM80      | SFM80Tc1                             | SFM80Mp1   | SFM80M1      | SFM80Mp3   | SFM80M3      | SFM80M2      | SFM80Mp2   | SFM80Tc2            |
| 受电弓       | 受电弓     |                                      | >          |              | >          |              |              | <          |                     |
| 形式区分     | 车厢号     | 19 0**1                              | 19 0**2    | 19 0**3      | 19 0**4    | 19 0**5      | 19 0**6      | 19 0**7    | 19 0**8             |
| 形式区分     | 车厢类型   | Tc                                   | Mp         | M            | Mp         | M            | M            | Mp         | Tc                  |
| 动力单元     | 动力单元   | 单元1                                | 单元1      | 单元1        | 单元3      | 单元3        | 单元2        | 单元2      | 单元2               |
| 安装机器设备 | CCD5034    | SIV1 (L) BAT CP (L)                  | VVVF BR    | VVVF SIV2 BR | VVVF BR    | VVVF SIV2 BR | VVVF SIV2 BR | VVVF BR    | SIV1 (R) BAT CP (R) |
| 安装机器设备 | SFM80      | SIV1 BAT CP                          | VVVF BR    | VVVF SIV2 BR | VVVF BR    | VVVF SIV2 BR | VVVF SIV2 BR | VVVF BR    | SIV1 BAT CP         |
| 车辆重量     | 车辆重量   | 32.0 t                               | 36.0 t     | 36.0 t       | 36.0 t     | 36.0 t       | 36.0 t       | 36.0 t     | 32.0 t              |
| 额定载客量   | 额定载客量 | 280 人                               | 310 人     | 310 人       | 310 人     | 310 人       | 310 人       | 310 人     | 280 人              |

范例
- VVVF：牵引逆变器装置
- SIV1：拖车辅助电源装置
- SIV2：动车辅助电源装置
- BAT：蓄电池装置
- BR：制动电阻装置
- CP：电动空气压缩机

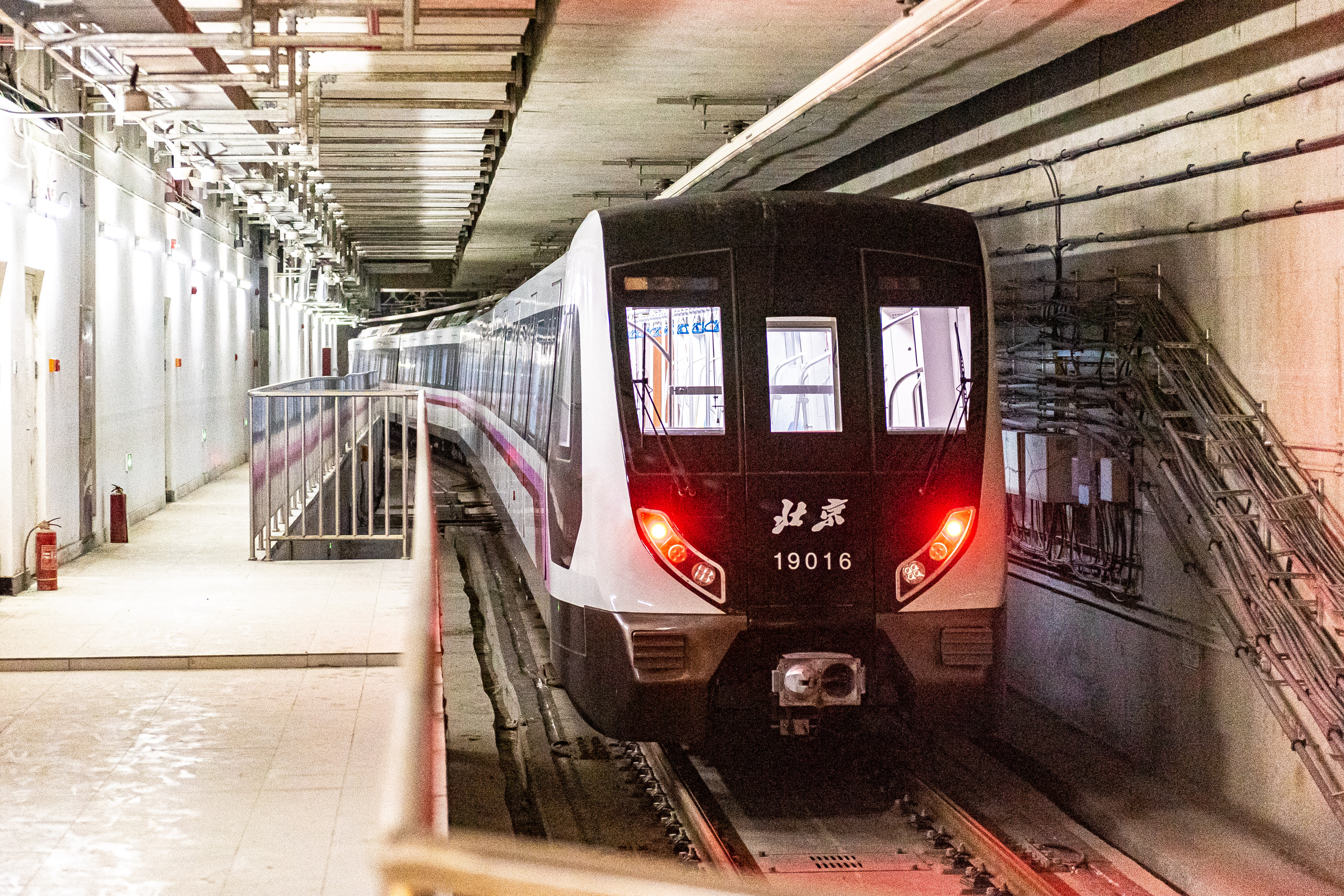
SFM80型19 016号车组在牡丹园站折返
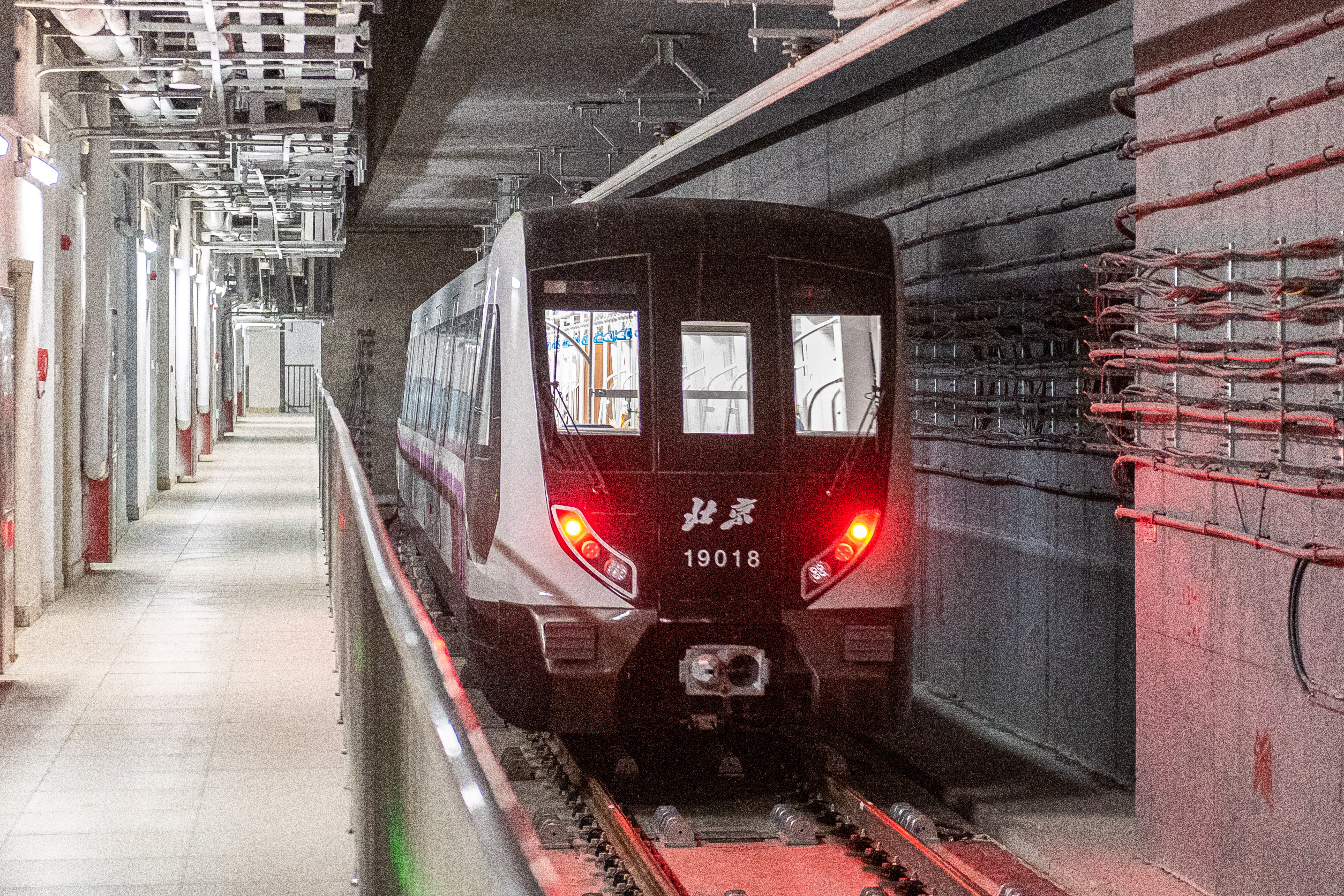
SFM80型19 018号车组驶出草桥站
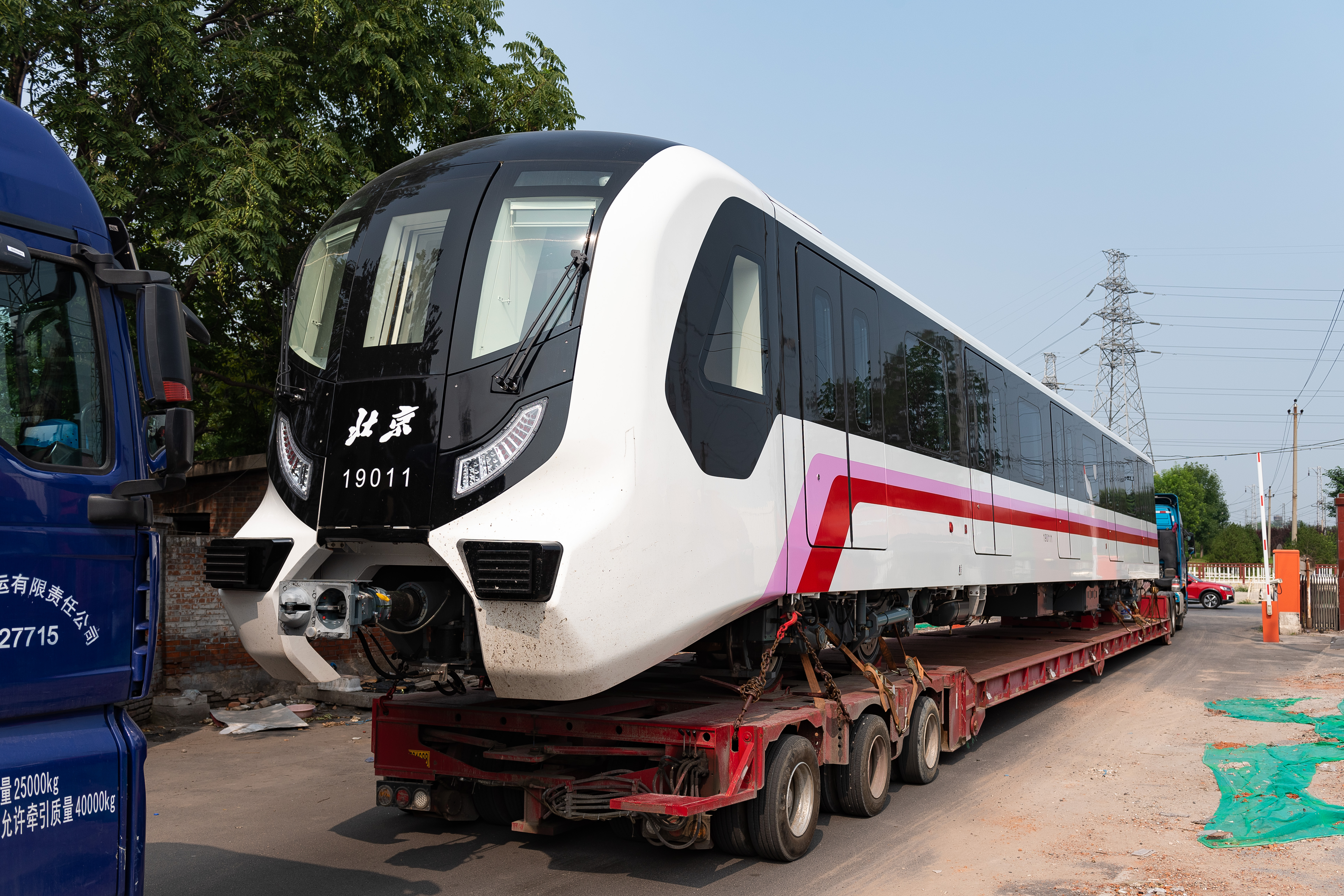
准备从国铁北京大红门站陆运至新宫车辆基地的 CCD5034型19 011号车组1号车厢
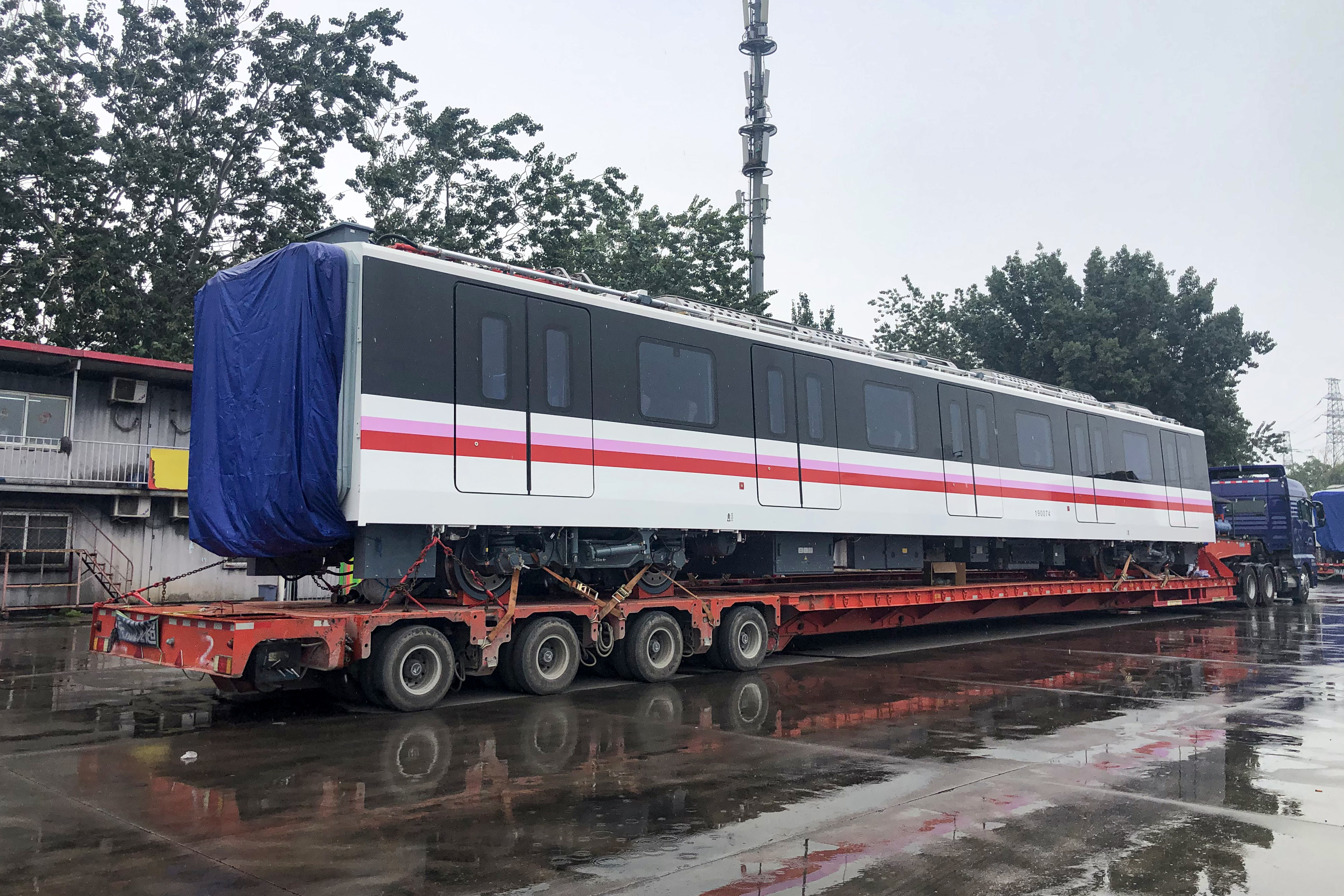
采用横排座椅的CCD5034型19 007号车组4号车厢
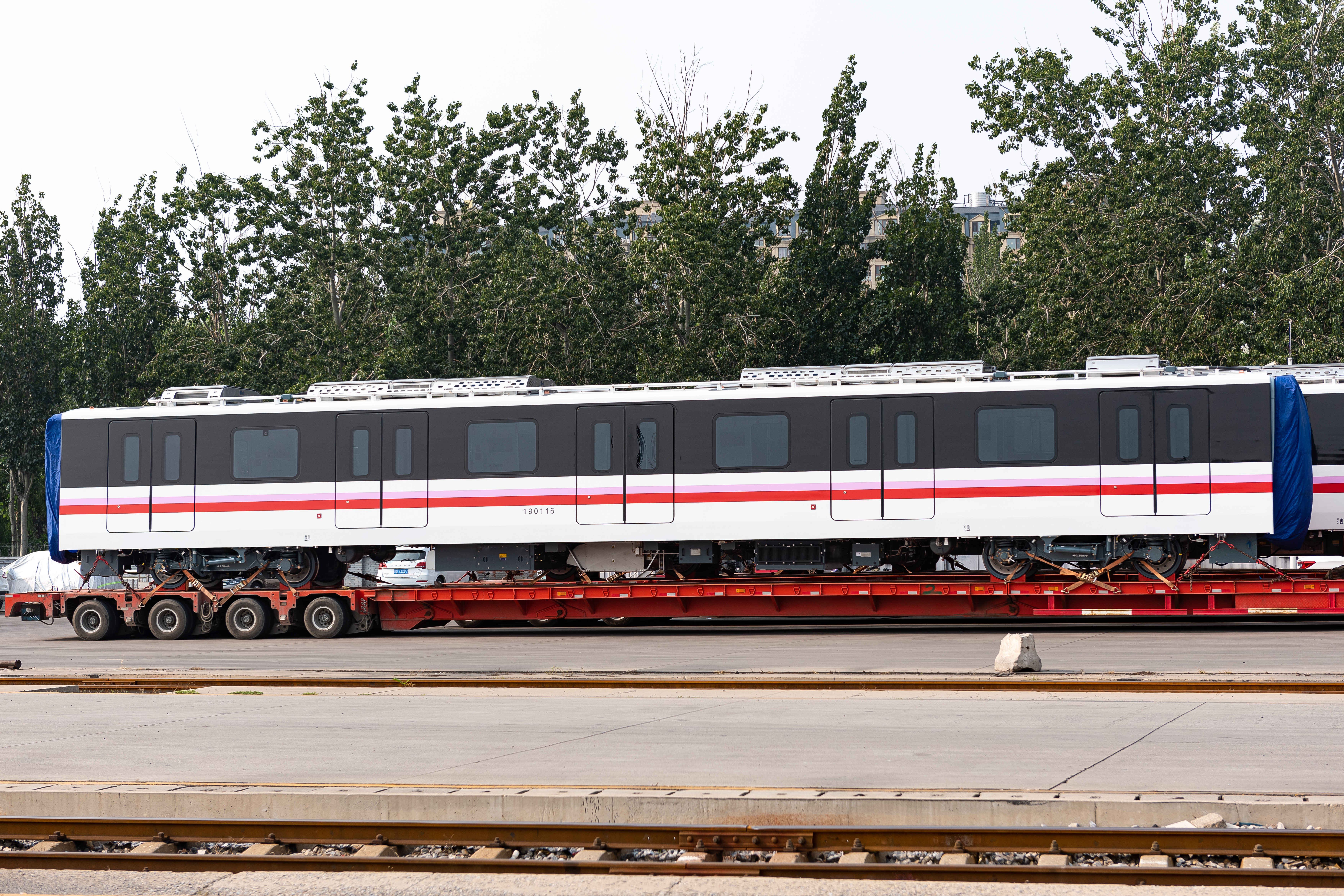
CCD5034型19 011号车组6号车厢
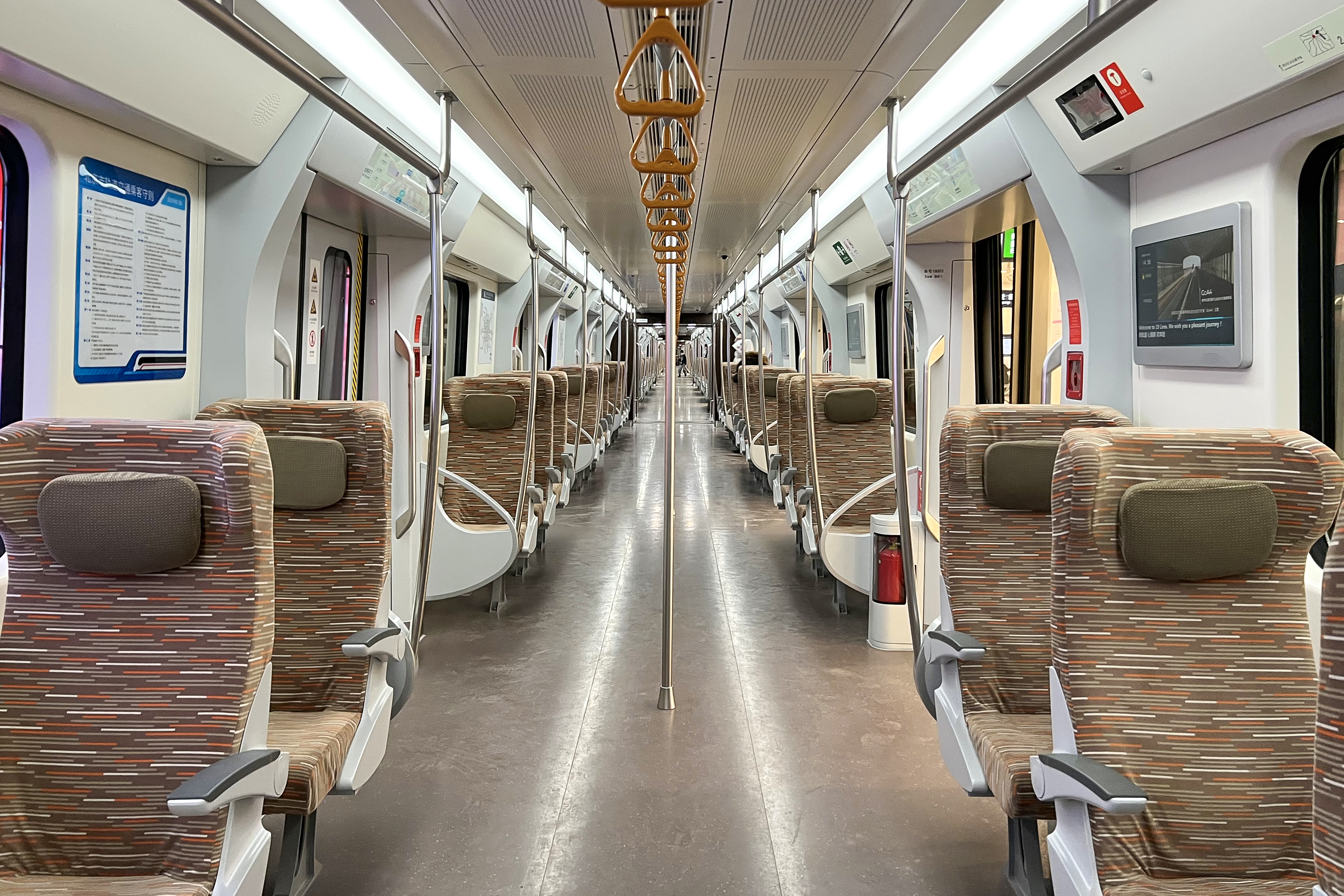
CCD5034型19 003号车组5号车厢内部
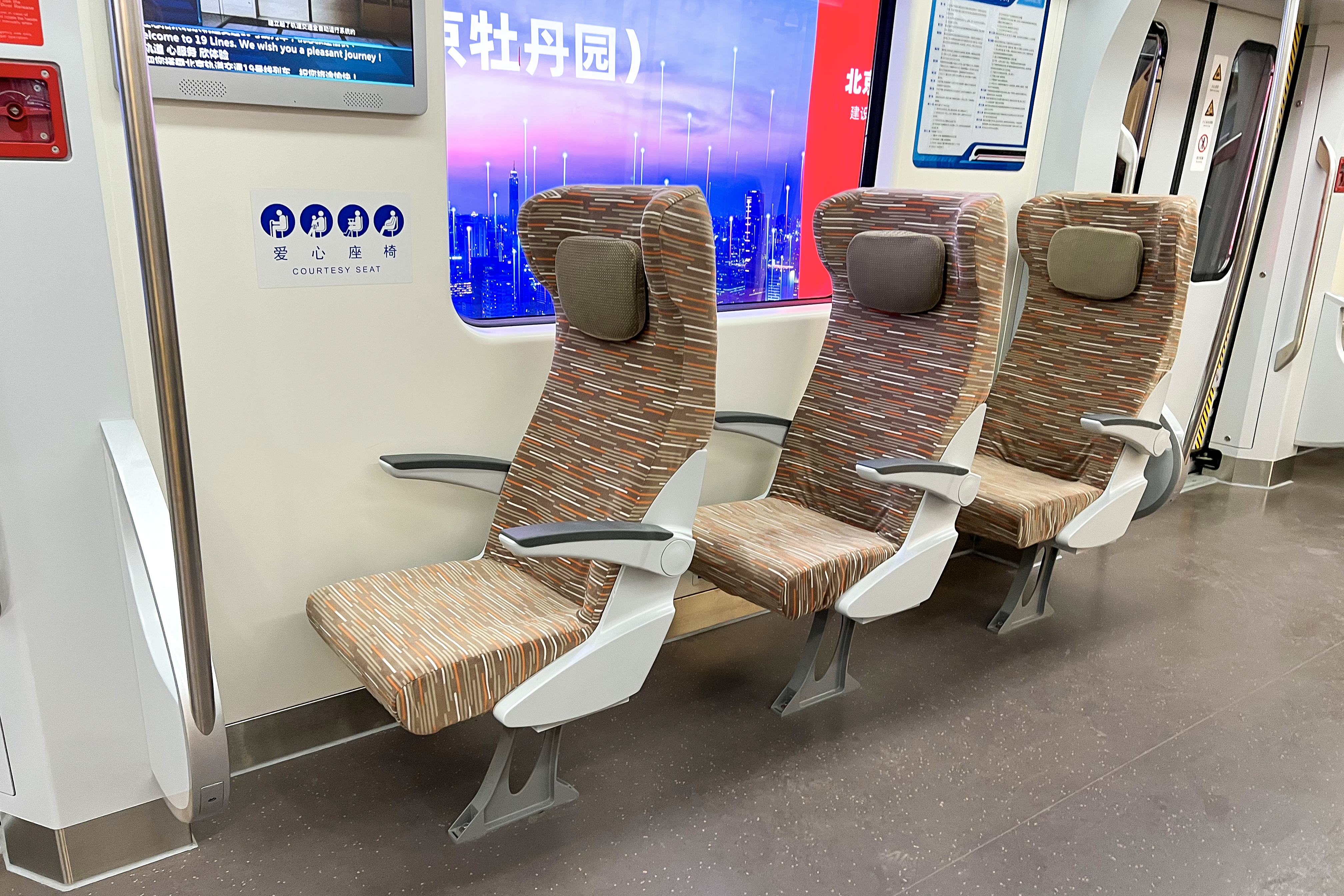
CCD5034型19 003车组5号车厢的横排座椅
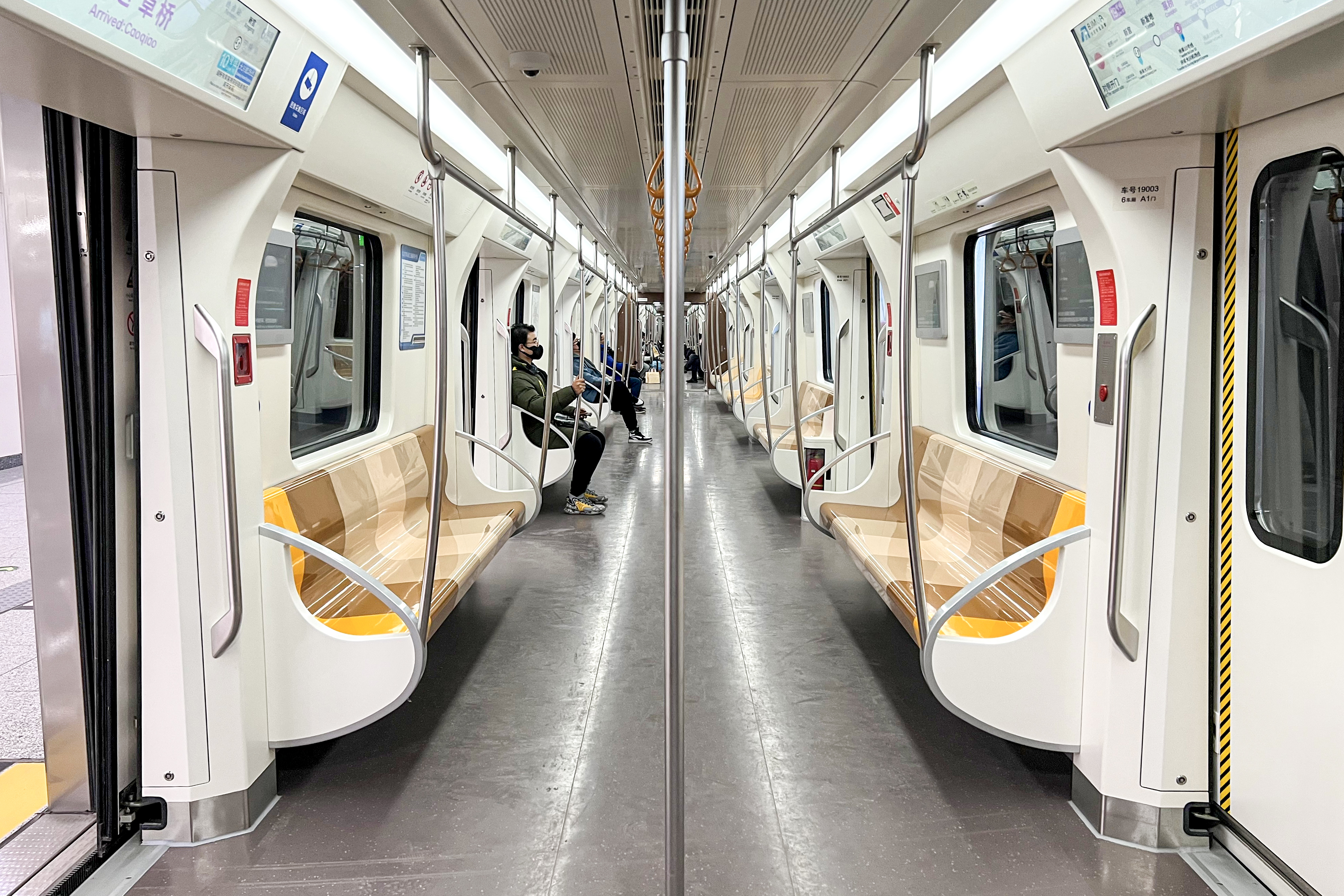
CCD5034型19 003号车组6号车厢内部
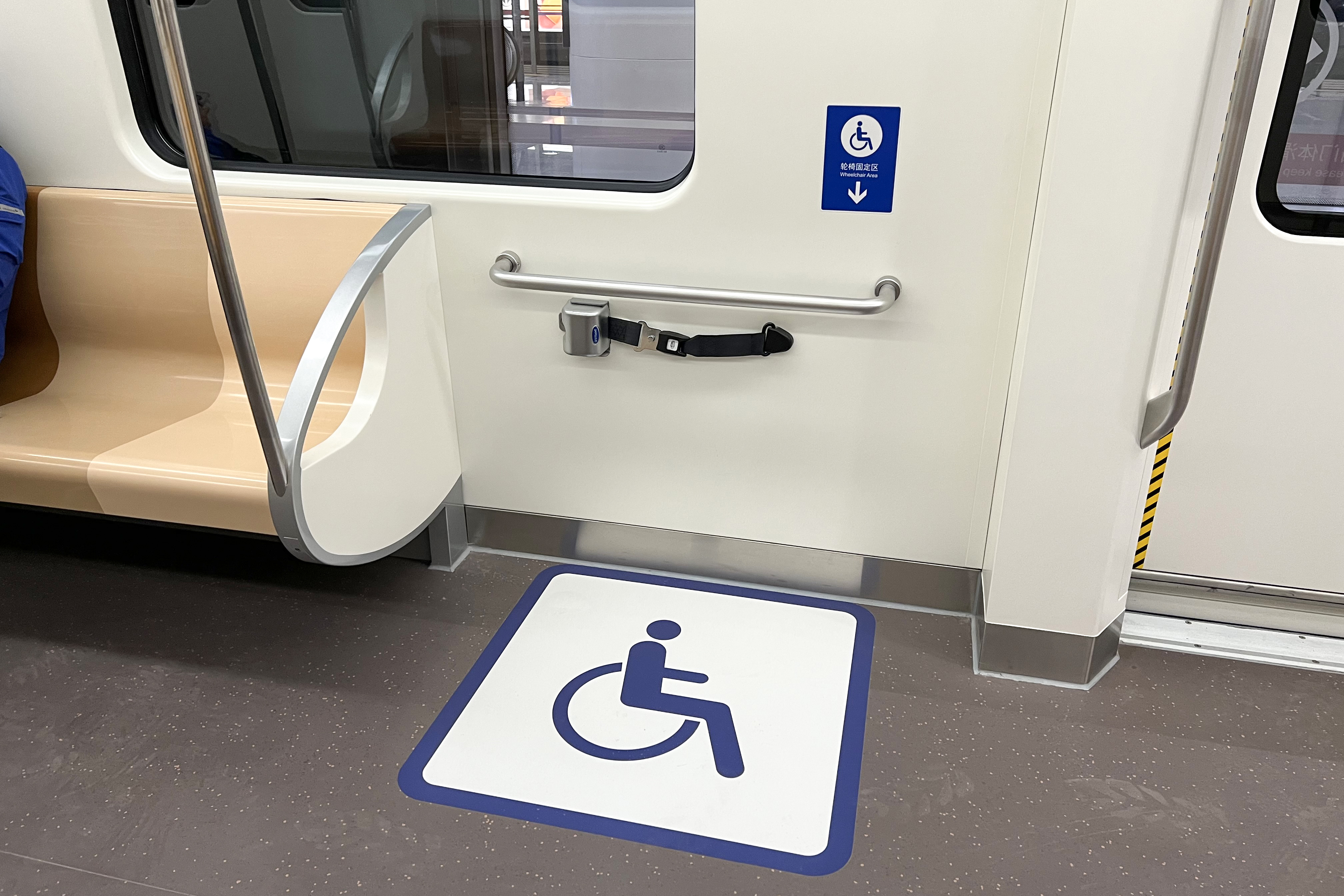
CCD5034型普通车厢的轮椅停放处
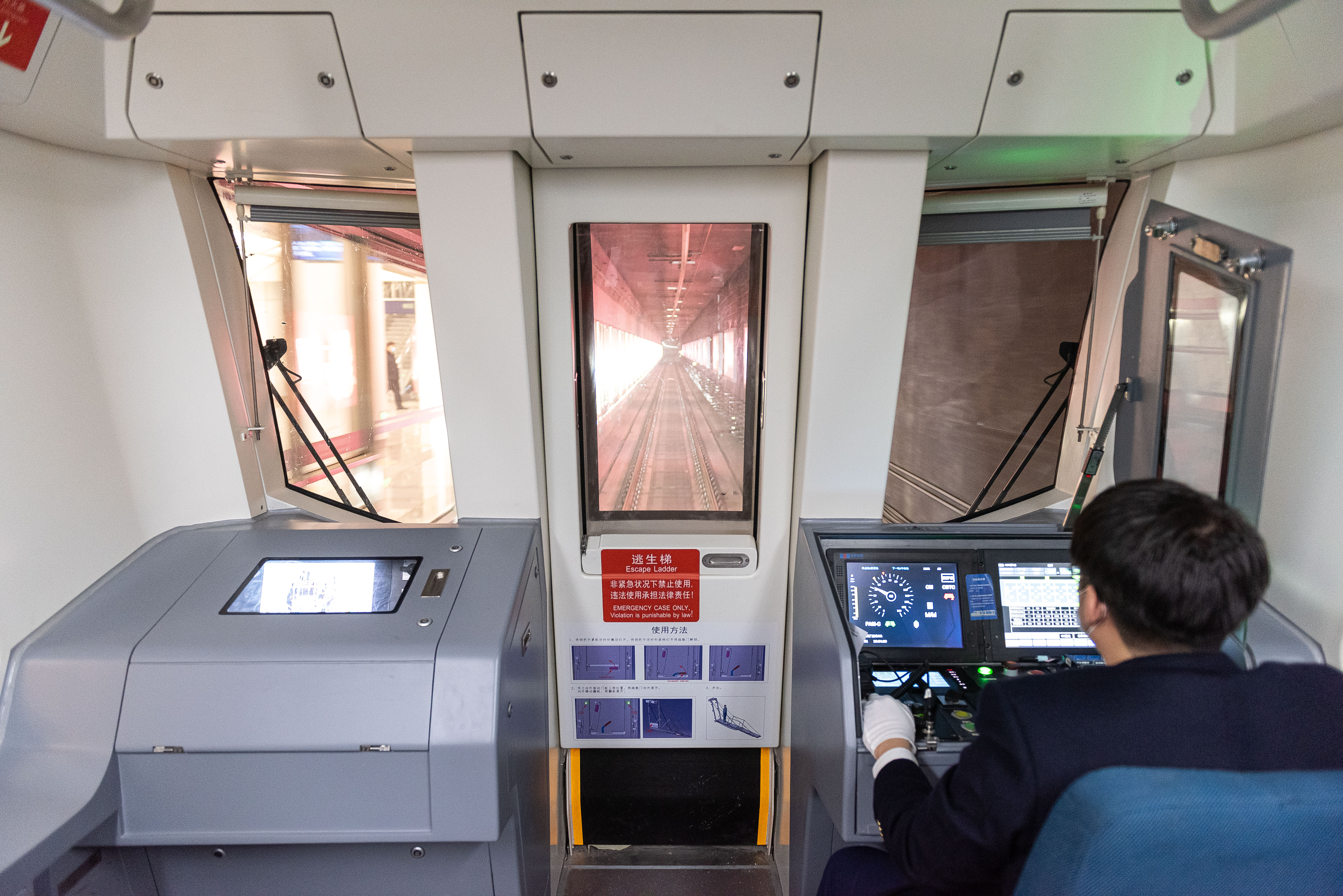
CCD5034型19 010号车组8号车厢驾驶台
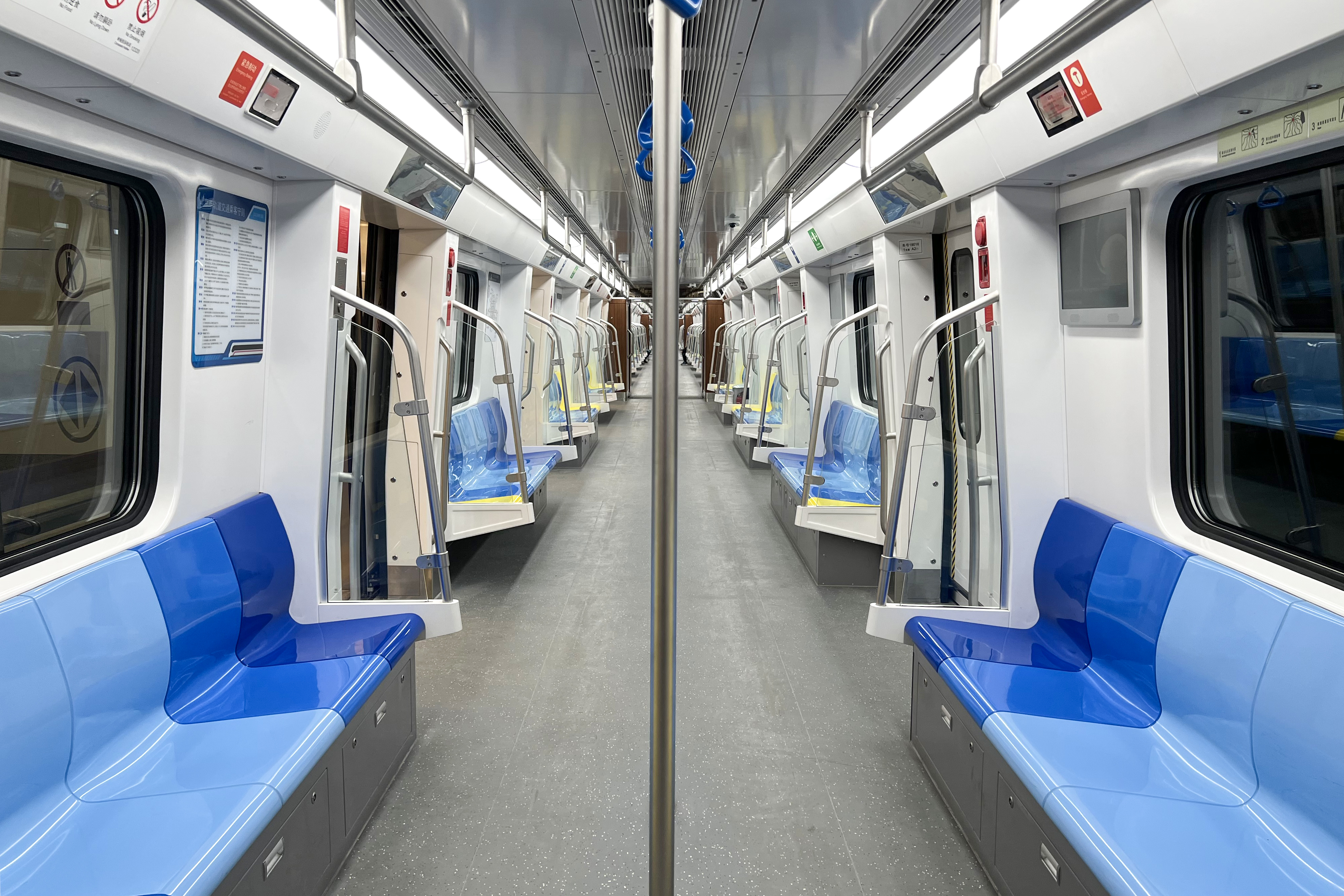
SFM80型19 016号车组1号车厢内部
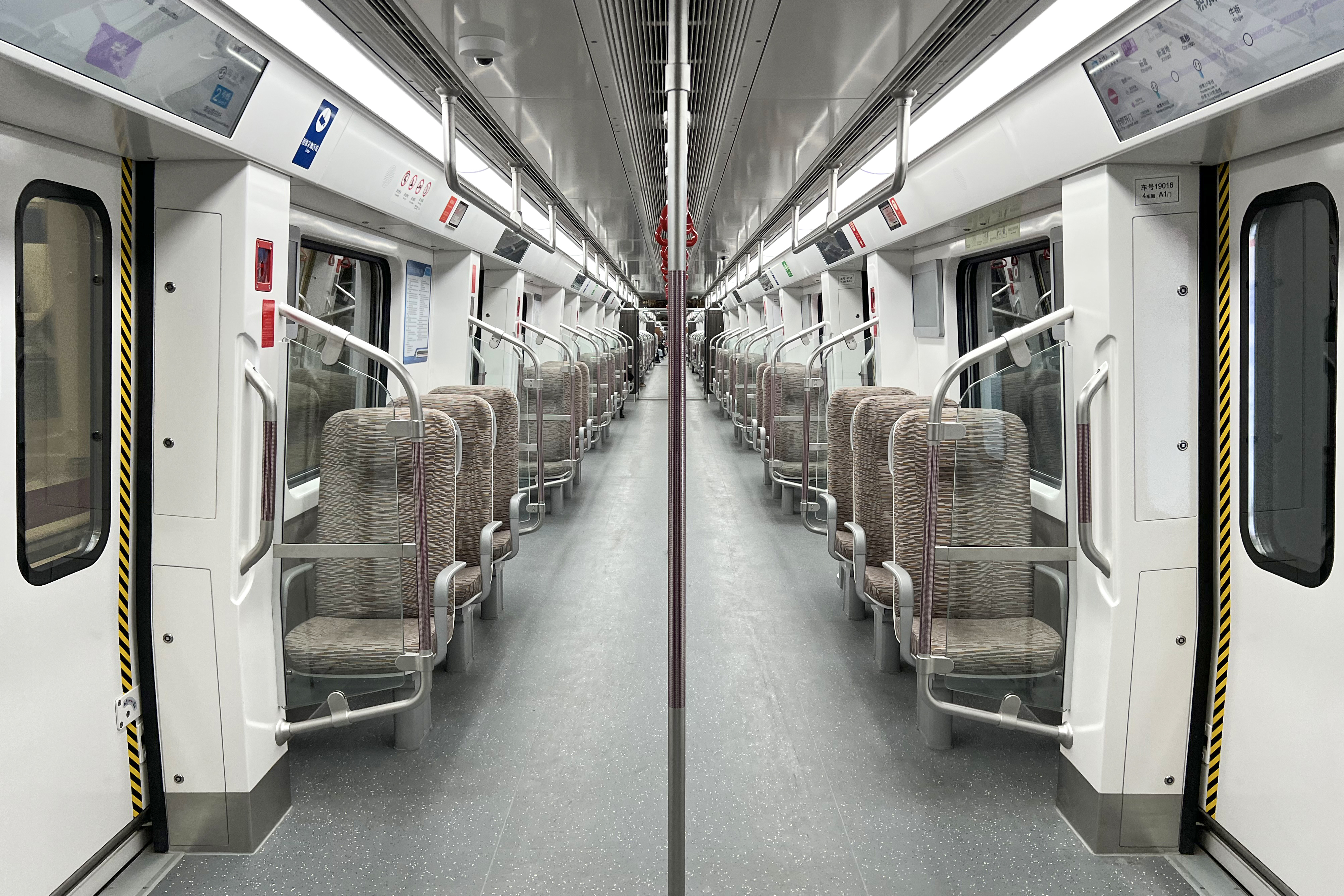
SFM80型19 016号车组4号车厢内部
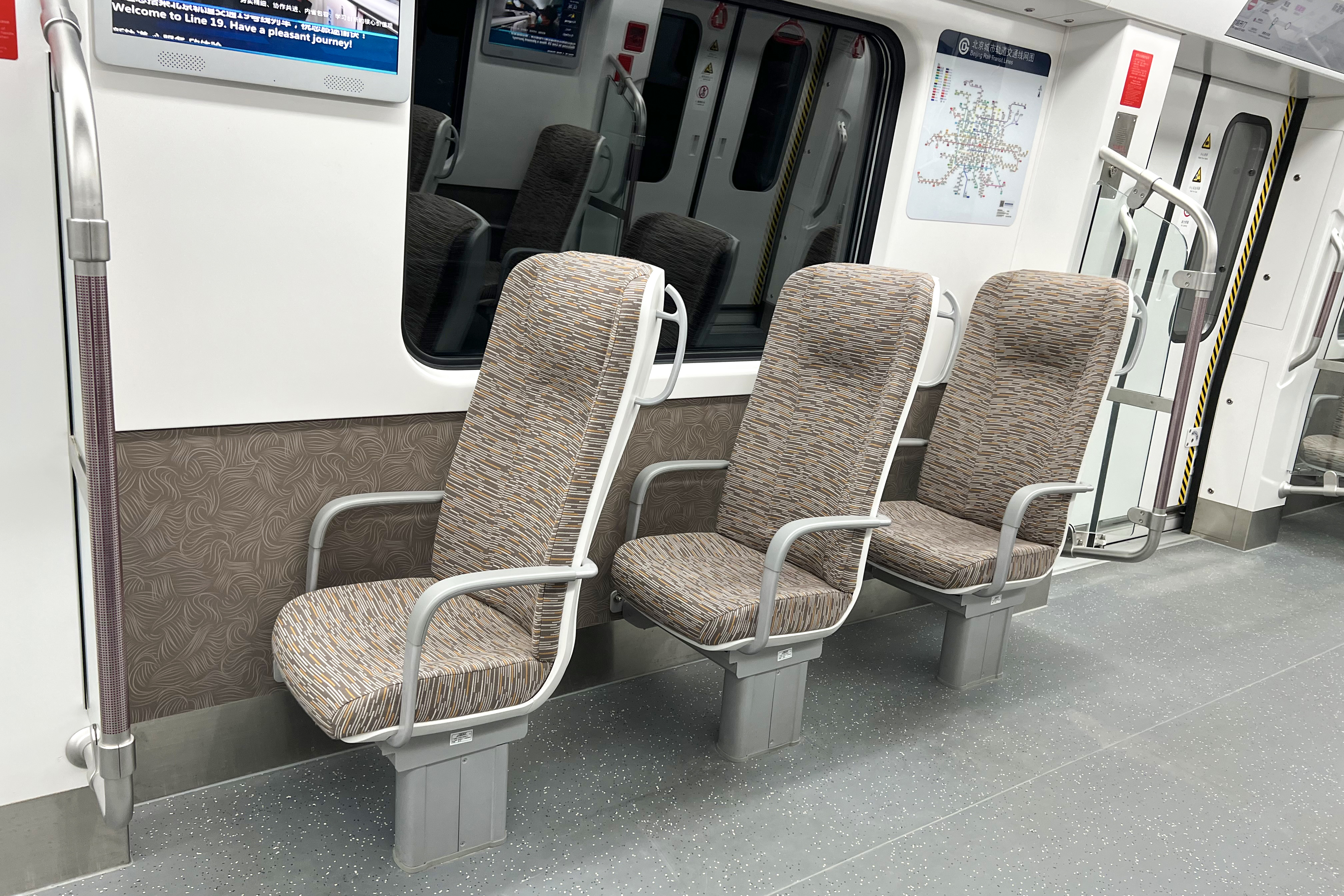
SFM80型19 016号车组4号车厢的横排座椅
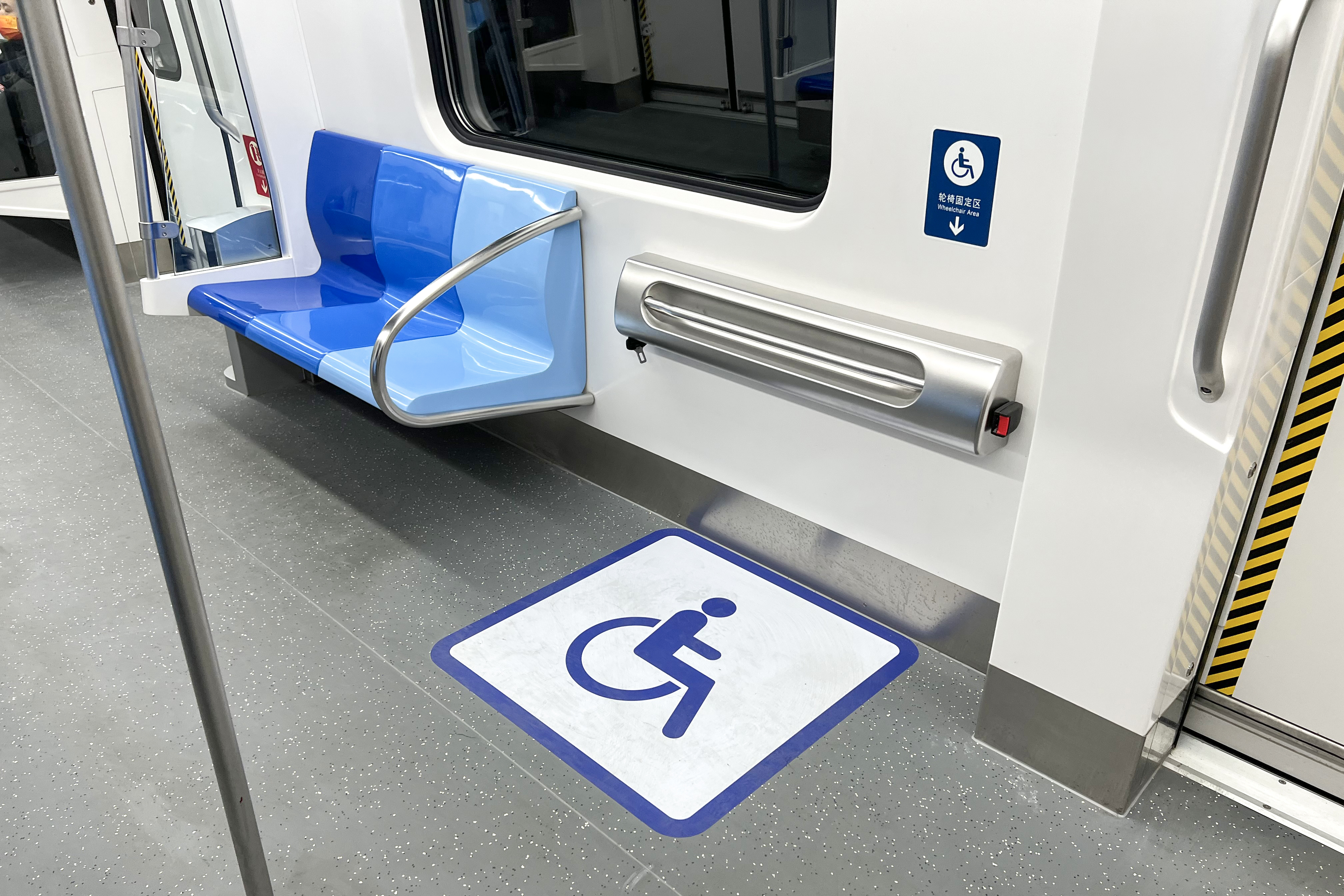
SFM80型19 016号车组普通车厢的轮椅停放处
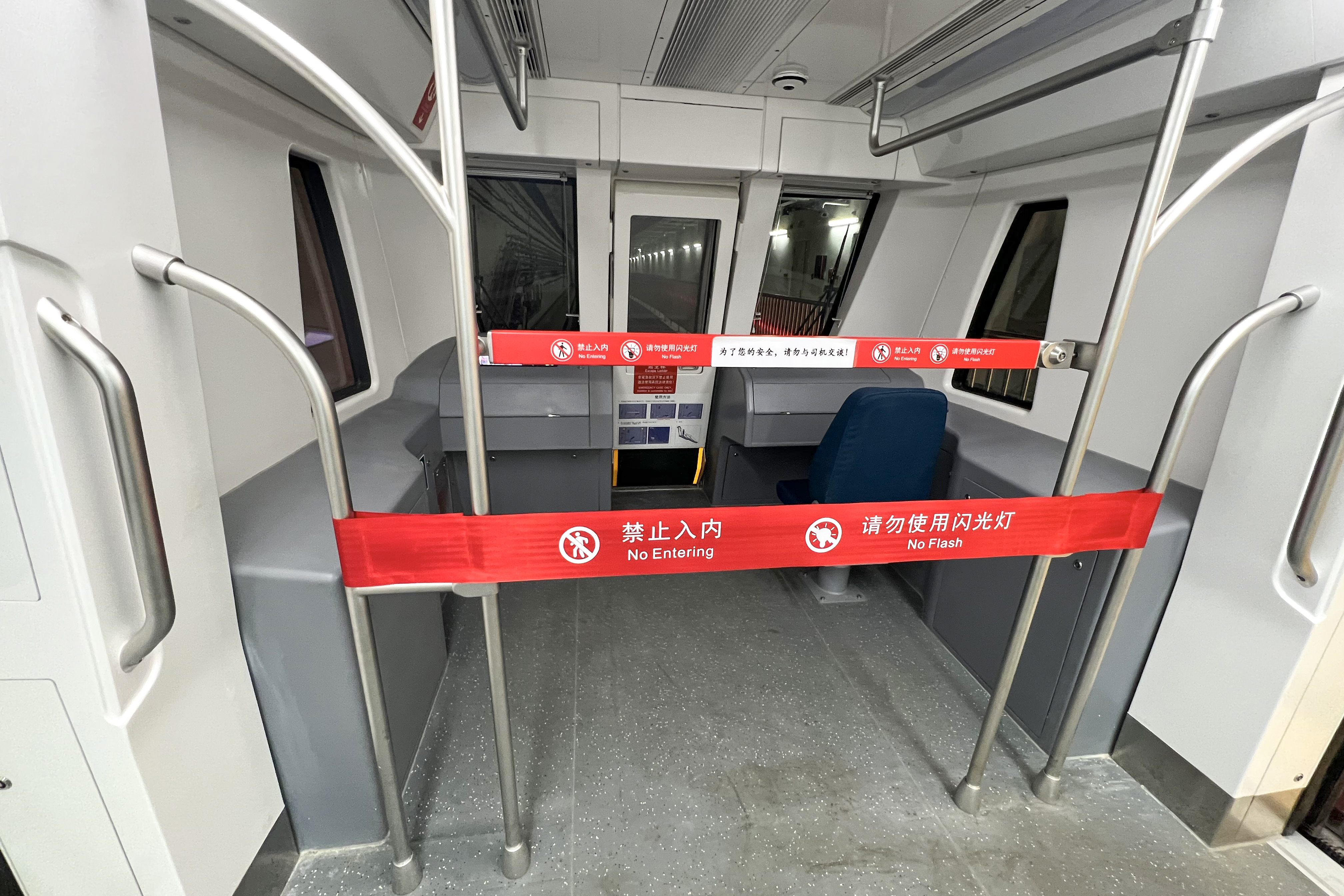
SFM80型19 016号车组1号车厢驾驶台